# Teonas de Alejandría
Teonas de Alejandría (en griego antiguo: Θεωνᾶς Ἀλεξανδρεὺς, siglo II) fue un atleta olímpico de la Antigüedad nacido en Alejandría.
Resultó ganador de la carrera a pie del estadio (la longitud de un estadio eran aproximadamente 192 m) durante los 221.º Juegos Olímpicos en el 105. 
Eusebio de Cesarea lo menciona en su libro Crónica como campeón olímpico.
En ocasiones aparece mencionado como Teonas Smaragdos de Alejandría (Θεωνᾶς Σμάραγδος Ἀλεξανδρεὺς)